# Toutatis
Toutatis o Teutates era nella mitologia celtica il dio della guerra, della fertilità e della ricchezza, identificato secondo alcuni come l'equivalente del dio Marte romano. Il suo nome significa "padre della tribù", dal touta celtico che significa "tribù" o "gente". A Toutatis, che è anche conosciuto con i nomi di Albiorix (re del mondo) e Caturix (re della battaglia), erano offerti sacrifici umani per placare la sua ira.
Noto al grande pubblico soprattutto grazie al fumetto Asterix, in cui il gallo che dà il nome alla serie utilizza sovente l'esclamazione "Per Toutatis", il suo nome è stato utilizzato dall'astronomo francese Christian Polla per dare il nome all'asteroide 4179 Toutatis, che il 29 settembre 2004 è passato a 1,5 milioni di chilometri dalla Terra.